# Ligyra sumatrensis
Ligyra sumatrensis är en tvåvingeart som först beskrevs av de Meijere 1911.  Ligyra sumatrensis ingår i släktet Ligyra och familjen svävflugor. Inga underarter finns listade i Catalogue of Life.